# Clase de 1999 Parte 2
Class of 1999 II: The Substitute es una película de ciencia ficción estadounidense de 1994, es una secuela de Clase de 1999, dirigida por Spiro Razatos.

## Resumen
Poco después que en la escuela de una pequeña ciudad arriba un nuevo maestro, comienzan a suceder cosas extrañas. Algunos de los alumnos más difíciles y violentos son asesinados sin ninguna razón aparente. Un joven profesor, que debería estar involucrados en una demanda contra uno de los estudiantes, se convierte en la víctima de un ataque de sus compinches. El nuevo maestro es una cuestión que interesa y que está tratando de llegar a conocer el mejor maestro. Mientras tanto, un amigo de un maestro y propietario de un museo militar local, está tratando de averiguar si existe una conexión entre todos estos acontecimientos.

## Reparto
- Sasha Mitchell....John Bolen
- Caitlin Dulany.... Jenna McKenzie
- Nick Cassavetes....Emmett Grazer
- Gregory West....Sanders
- Rick Hill....G.D. Ash
- Jack Knight....Sheriff Tom Yost
- Diego Serrano....Ice
- Berny Pock.... Dennis Tiller
- Denney Pierce....punk leader
- Loring Pickering.... high school principal
- John Cathran Jr. ....Monroe H.S. principal
- Pete Antico....dumb kid
- Christopher Brown...."D"
- Eric Stabenau as Ray Buchanan
- Jean St. James....Sra. Buchanan
- Renie Millea....profesora
- Ken Phillips....Sustituto
- Doc D. Charbonneau....punk
- Phil Culotta.... punk
- Chris Durand....punk
- Andy Gill....youth

## Disponibilidad
Vidmark Entertainment lanzó la película en VHS, en marzo de 1994. El DVD se han editado en otros países como el Reino Unido, pero el 21 de diciembre de 2009, Lionsgate ha anunciado todavía ningún plan para un lanzamiento en DVD (Región 1).